# Den Helder
Den Helder é um município e uma cidade nos Países Baixos, na província da Holanda do Norte. Den Helder ocupa o ponto extremo da península da Holanda do Norte. A cidade abriga duas principais bases navais do país.

## Personalidades
- Gerardus 't Hooft (1946), Prémio Nobel de Física de 1999